# 1900年パリオリンピックのオーストラリア選手団
1900年パリオリンピックのオーストラリア選手団（1900ねんパリオリンピックのオーストラリアせんしゅだん）は、1900年5月14日から10月28日にかけてフランスの首都パリで開催された1900年パリオリンピックのオーストラリア選手団、およびその競技結果。

## 概要
今大会は金メダル2個、銅メダル3個の合計5個のメダルを獲得した。

## メダル
| メダル | 選手名               | 競技 | 種目           |
| ------ | -------------------- | ---- | -------------- |
| 金     | フレデリック・レーン | 競泳 | 男子200m自由形 |
| 金     | フレデリック・レーン | 競泳 | 男子200m障害   |
| 銅     | スタンリー・ローリー | 陸上 | 男子60m        |
| 銅     | スタンリー・ローリー | 陸上 | 男子100m       |
| 銅     | スタンリー・ローリー | 陸上 | 男子200m       |